# White Noise
För ljudfenomenet white noise, se vitt brus
White Noise är en kanadensisk-brittisk-amerikansk långfilm från 2005 i regi av Geoffrey Sax, med Michael Keaton, Chandra West, Deborah Kara Unger och Ian McNeice i rollerna. En uppföljare, White Noise 2, släpptes 2007.

## Handling
Jonathan Rivers förlorar sin hustru Anna. Den nyblivna änklingen blir dock kontaktad av en man som påstår sig ha kontakt med de döda via bruset som finns mellan stationerna på en radio, så kallat vitt brus (på engelska white noise). Rivers vill själv få kontakt med henne och dras in i en massa äventyr.

## Rollista
| Michael Keaton     | – Jonathan Rivers |
| Chandra West       | – Anna Rivers     |
| Deborah Kara Unger | – Sarah Tate      |
| Ian McNeice        | – Raymond Price   |
| Sarah Strange      | – Jane            |
| Nicholas Elia      | – Mike Rivers     |
| Mike Dopud         | – Detective Smits |
| Marsha Regis       | – Police Woman    |
| Brad Sihvon        | – Minister        |
| Mitchell Kosterman | – Work Man        |
| L. Harvey Gold     | – Business Man    |
| Amber Rothwell     | – Susie Tomlinson |
| Suzanne Ristic     | – Mary Freeman    |